# Aphniolaus pallene
Aphniolaus pallene is een vlinder uit de familie van de Lycaenidae. De wetenschappelijke naam van de soort is voor het eerst geldig gepubliceerd in 1857 door Wallengren.